# Crème fraîche

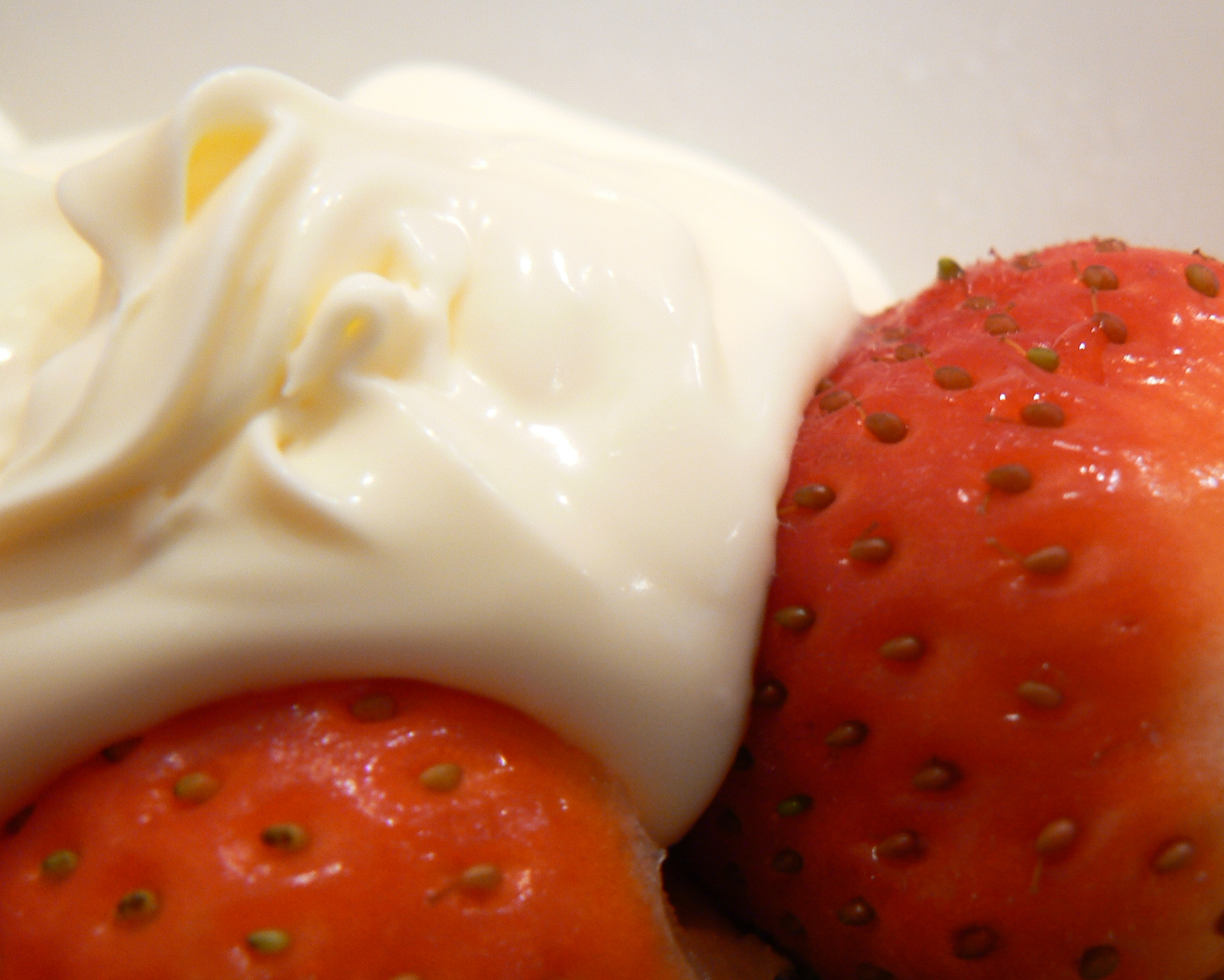
Aardbeien met crème fraîche

Crème fraîche (Frans voor verse room) is aangezuurde room, met 30% melkvet of meer, gemaakt van koemelk of geitenmelk. Voor het aanzuren gebruikt men melkzuurbacteriën om het vervolgens in 12 tot 18 uur bij een temperatuur van 20°C te fermenteren. Crème fraîche is beter geschikt voor warme gerechten dan zure room (10% tot 20% vet) omdat de kans op schiften door hitte verdwijnt bij producten met minimaal 25% melkvet. Op het vetpercentage na verschillen de twee producten verder niet.
In Centraal- en Oost-Europa gebruikt men een variant die smetana wordt genoemd.